# Rola (football)
Pour les articles homonymes, voir Rola.
Joaquim Tavares Guiomar dit Rola est un footballeur et entraîneur portugais  né le 13 mai 1927 et mort le 4 mars 2013. Il évoluait au poste d'attaquant.

## Biographie

### Joueur
Rola commence sa carrière en 1946 au CD Estarreja, où il évolue pendant trois saisons. En 1949, il rejoint le prestigieux Sporting CP, avec lequel il dispute 32 matchs et marque 17 buts. Avec les lions, il est sacré Champion du Portugal en 1953.
En 1953, il est transféré au Vitória SC, club pour lequel il devient un cadre important. Pendant près de neuf saisons, il dispute 173 matchs et inscrit 56 buts, consolidant ainsi sa réputation d'attaquant efficace.
Il termine sa carrière au SC Freamunde en 1964.

### Entraîneur
Il devient entraîneur après sa carrière de joueur : entraînant le Vitória de Guimarães en 1961-1962 puis le FC Vizela en 1964-1965 et 1971-1972.

## Palmarès
Sporting CP
- Championnat du Portugal : 
  - Champion : 1952-1953.